# NOAAS Gordon Gunter (R 336)
Le NOAAS Gordon Gunter (R 336) est un navire de recherche halieutique de la flotte de la NOAA (National Oceanic and Atmospheric Administration) et plus spécifiquement du service de la National Marine Fisheries Service (NMFS) depuis 1998. Il porte le nom d'un biologiste marin américain Gordon Gunter (en) (1909-1998).
Auparavant il était un navire de surveillance générale auxiliaire tactique de Stalwart-class ocean surveillance ship (en) de l'United States Naval Ship (USNS), sous le nom de USNS Relentless (T-AGOS-18) , de 1990 à 1993.

## Historique
L'US Navy a commandé le Relentless à VT Halter Marine (en) le 20 février 1987. La pose de la quille a eu lieu à Moss Point le 22 avril 1988. Le lancement a eu lieu le  12 mai 1989 et sa livraison  à la US Navy le 12 janvier 1990.

## United States Navy Service
Le jour de sa livraison, la marine américaine a placé le navire en service non-commandé au sein du military Sealift Command comme transporteur maritime sous le nom de USNS Relentless (T-AGOS-18). Comme les autres navires de la classe Stalwart, il a été conçu pour collecter des données acoustiques sous-marines à l’appui des opérations de lutte anti-sous-marine durant la Guerre froide contre les sous-marins de la Marine soviétique, à l’ aide d’un Surveillance Towed Array Sensor System (en). Il opérait avec un équipage mixte de personnel de la marine américaine et de marine marchande.
Après la fin de la guerre froide avec l'effondrement de l'Union soviétique à la fin de décembre 1991, les exigences relatives à la collecte de renseignement ont diminué. La marine a mis le navire hors service le 17 mars 1993 et l'a transféré le même jour au National Oceanic and Atmospheric Administration (NOAA). Il a été radie du Naval Vessel Register le 20 mai 1993.

## National Oceanic and Atmospheric Administration Service
La NOAA a transformé le navire en un navire de recherche halieutique et l'a mis en service sous le nom de NOAAS Gordon Gunter (R 336) le 28 août 1998. Il a remplacé le navire de recherche sous-marine NOAAS Chapman (R 446).

### Capacités
Gordon Gunter est équipé comme un chalutier par poupe, à la palangre, au plancton, par dragage et par nasse. Il est équipé de systèmes électroniques modernes de navigation et de treuils océanographiques, ainsi que de capteurs et d'équipements d'échantillonnage sophistiqués pour surveiller l'environnement atmosphérique et océanique, tels qu'un thermosalinographe, un instrument de mesure de la conductivité, de la température et de la profondeur (CTD), un fluoromètre et le système informatique scientifique de la NOAA. Il dispose aussi d’une station d’observation et d’enquête sur les mammifères marins située au-dessus de son poste de pilotage et, en tant que navire de recherche silencieux sur le plan acoustique, constitue une excellente plate-forme pour l’étude et l’observation des mammifères marins.
Gordon Gunter dispose de 114,2 m2 d'espaces de laboratoire dédiés à la mission, dont un espace de 33,4 m2 de laboratoire sec, de 39,9 m2 de laboratoire humide , et de 12,5 m2 de laboratoire humide. Sur le pont, il dispose de deux treuils de chalut hydrauliques, chacun d’une capacité de 2 200 mètres de câble de 15,9 mm ou de 1 800 mètres de câble de 19 mm, un treuil électrique CTD d’une capacité de 10 000 mètres de câble électromécanique de 8,2 mm, et un treuil simple électrique d’une capacité de 2 000 mètres de câble électromécanique de 8,2 mm. Il est équipé de deux flèches télescopiques de 13,7 mètres, l'une avec une capacité de levage de 1,5 tonne avec une extension de 5 mètres et l'autre avec une capacité de levage de 8,1 tonnes, ainsi qu’un châssis en A mobile d’une capacité de levage de 4,5 tonnes et un châssis en J mobile d’une capacité de levage maximale de 1,5 tonne.
Gordon Gunter a une coque en acier renforcée pour la navigation en glace. Il transporte normalement un bateau semi-rigide (RHIB) de 5,5 mètres doté d'un moteur de 90 chevaux et d'une capacité maximale de quatre personnes. En plus de son équipage de 20 personnes, il peut accueillir jusqu'à 15 scientifiques.

### Historique du service
Depuis son port d'attache à Pascagoula dans le Mississippi, Gordon Gunter opère dans le golfe du Mexique, l'océan Atlantique et la mer des Caraïbes. Plateforme polyvalente, il dessert principalement le laboratoire de Pascagoula du National Marine Fisheries Service de la NOAA situé à Moss Point, dans le Mississippi. Il mène des enquêtes scientifiques sur la santé et l'abondance des poissons commerciaux et de loisir, la santé et la répartition des mammifères marins, des études océanographiques et des enquêtes sur l'habitat.
Le premier projet international de Gordon Gunter, la Windwards Humpback Cruise, s'est déroulé dans la mer des Caraïbes. L’objectif principal de la campagne était d’obtenir des informations scientifiques sur la baleine à bosse dans le cadre d’une évaluation complète réalisée par la Commission baleinière internationale en juin 2001, et de répondre aux exigences américaines en matière de gestion de ces baleines menacées en vertu de la loi de 1972, Marine Mammal Protection Act. Les scientifiques à bord de Gordon Gunter ont utilisé des techniques visuelles et acoustiques pour localiser les baleines à bosse et d'autres espèces de mammifères marins. Ils ont également repéré de nombreuses baleines en suivant leurs chansons à l'aide de bouées sonar.
Gordon Gunter a soutenu les Sustainable Seas Expeditions, un projet quinquennal de la NOAA, de l'United States National Marine Sanctuary (en) et de la National Geographic Society, mené entre 1998 et 2002 dans plusieurs sanctuaires marins nationaux des États-Unis. Le projet comprenait une exploration sous-marine des sanctuaires avec des unités submersibles habitées.
Gordon Gunter a fait preuve de souplesse dans sa mission grâce à sa capacité à se reconfigurer rapidement. À une occasion, son pont de travail a été reconfiguré pour déployer une bouée météorologique à environ 255 km au large de la côte de la Louisiane. Cette mission spéciale a permis de combler une lacune critique en matière d'informations météorologiques sur laquelle les pêcheurs commerciaux, l'industrie pétrolière et les plaisanciers comptent énormément.

## Flotte de la National Marine Fisheries Service
La National Marine Fisheries Service (Service national de la Pêche maritime) est un organisme fédéral des États-Unis. C'est une division de la National Oceanic and Atmospheric Administration (NOAA) elle-même dépendante du département du Commerce des États-Unis. Le NMFS est responsable de l'intendance et de la gestion de ressources marines au sein de la zone économique exclusive des États-Unis, qui s'étend vers le large à environ 370 kilomètres de la côte.

## Galerie

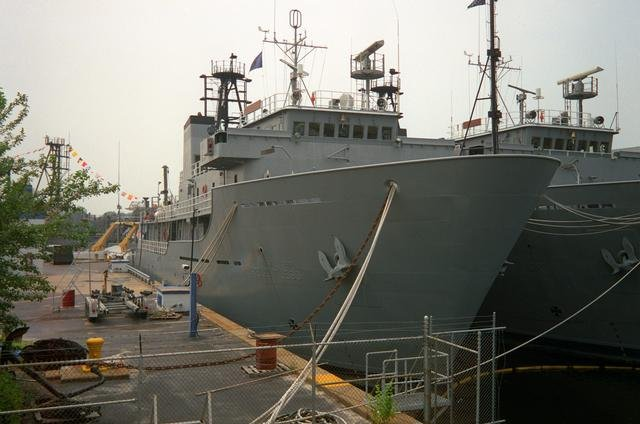
USNS Relentless (T-AGOS-18)
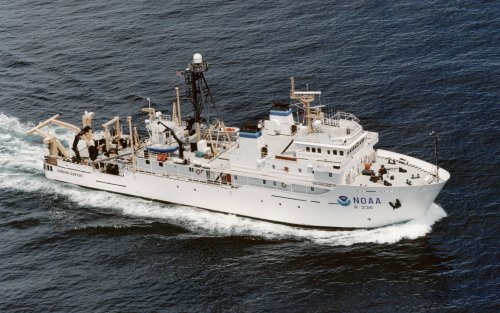
NOAAS Gordon Gunter
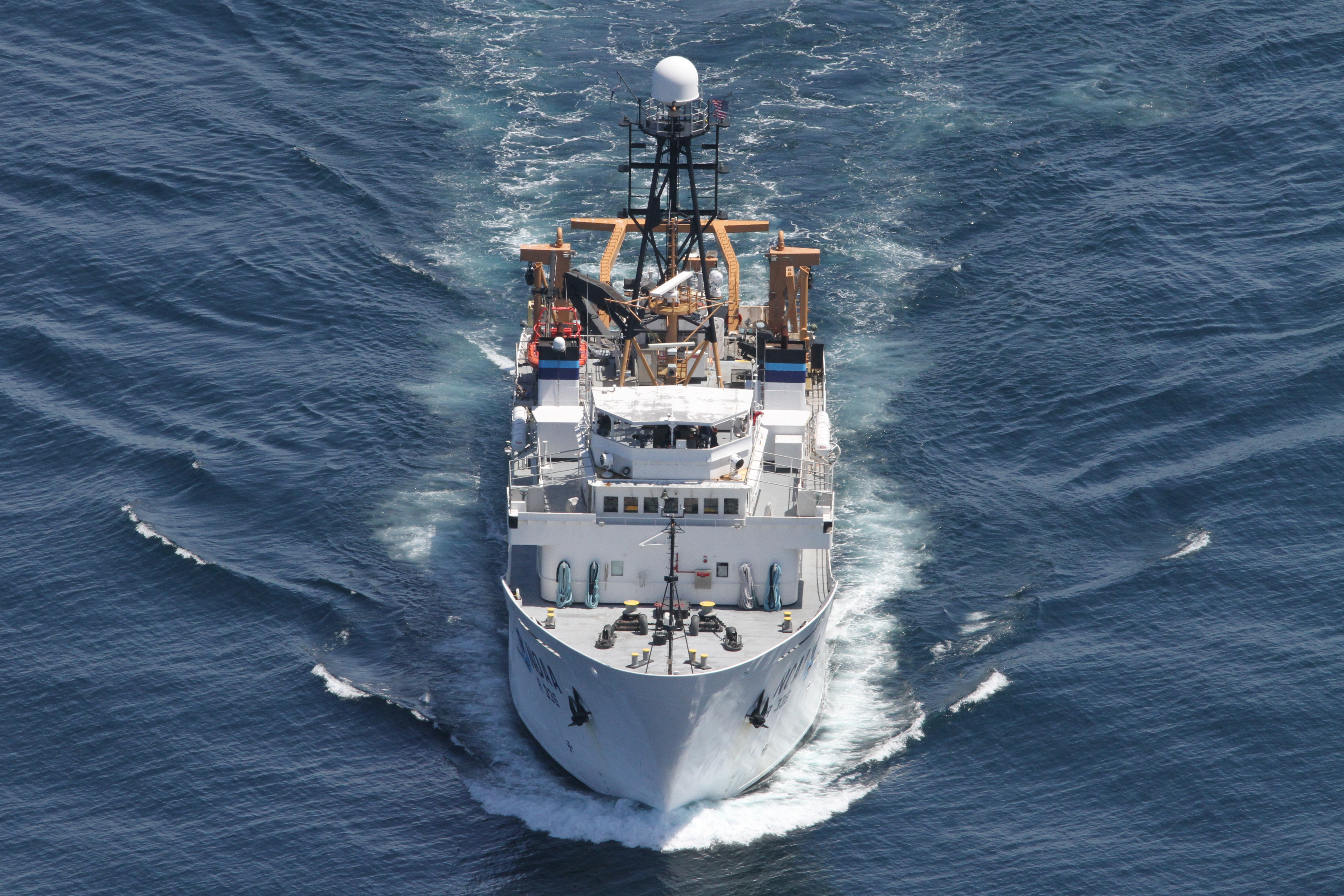
NOAAS Gordon Gunter

### Note et référence
1. ↑  T-AGOS-18 Relentless - Site NacSource Online

- (en) Cet article est partiellement ou en totalité issu de l’article de Wikipédia en anglais intitulé « USNS Relentless (T-AGOS-18) » (voir la liste des auteurs).